# Lacul Dunăreni (sit SPA)
Lacul Dunăreni este o arie protejată (arie de protecție specială avifaunistică — SPA) din România întinsă pe o suprafață de 1.269,7 ha, integral pe uscat.

## Localizare
Situl se întinde pe teritoriile administrative ale comunelor Aliman și Ion Corvin din județul Constanța. Centrul sitului Lacul Dunăreni este situat la coordonatele 44°11′16″N 27°46′15″E / 44.187722°N 27.770922°E.

## Înființare
Situl Lacul Dunăreni a fost declarat arie de protecție specială avifaunistică (ROSPA0054) în octombrie 2007 pentru a proteja mai multe specii avifaunistice. Arealul include rezervația naturală Lacul Dunăreni.

## Biodiversitate
Situată în ecoregiunea stepică, aria protejată nu include niciun habitat protejat.

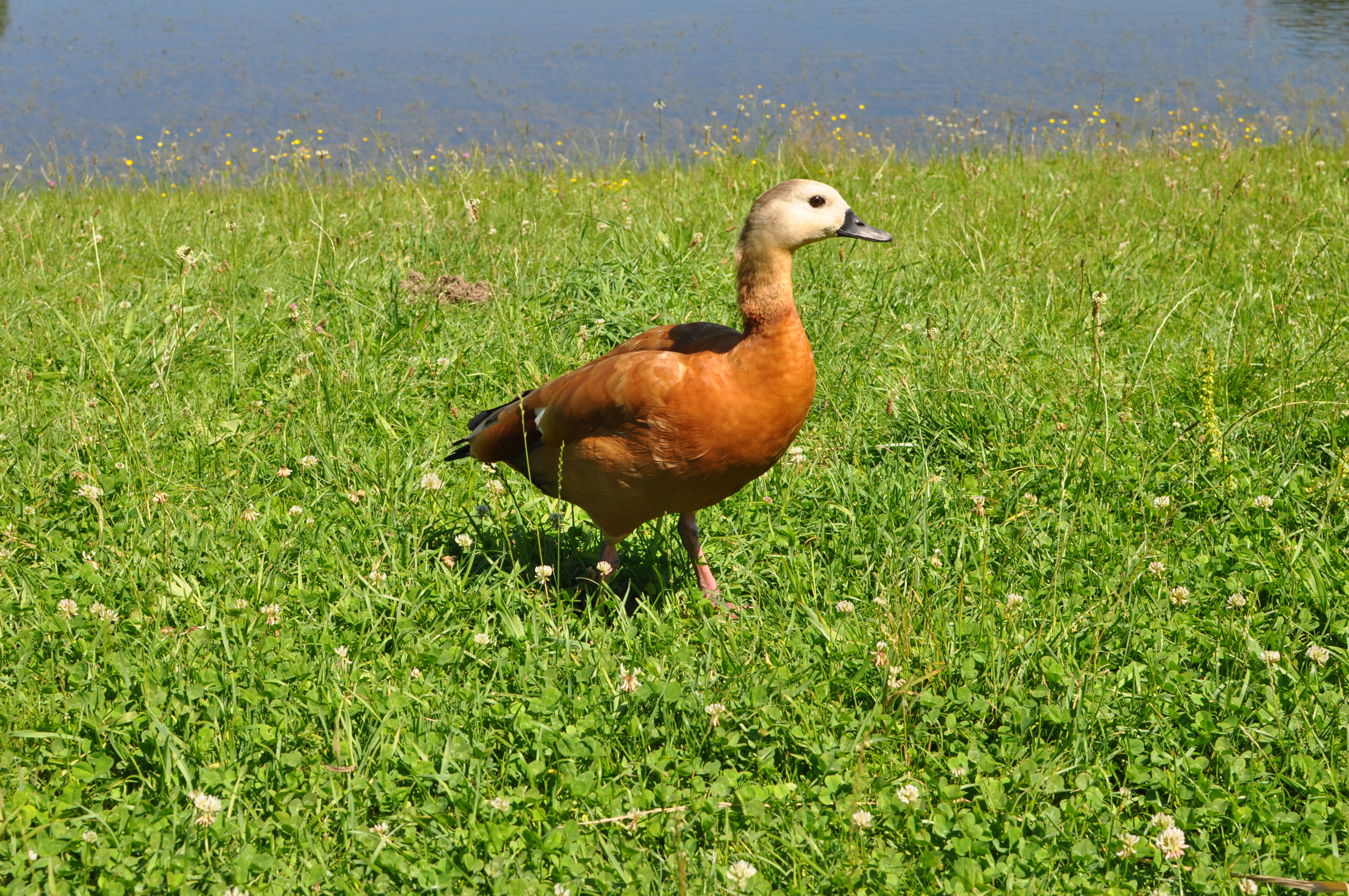
Călifarul roșu (Tadorna ferruginea)

La baza desemnării sitului se află 100 specii de păsări protejate la nivel european sau aflate pe lista roșie a IUCN, astfel: lăcarul mare (Acrocephalus arundinaceus), privighetoare de baltă (Acrocephalus melanopogon), lăcarul de mlaștină (Acrocephalus palustris), lăcarul de rogoz (Acrocephalus schoenobaenus), lăcarul de lac (Acrocephalus scirpaceus), pescăruș albastru (Alcedo atthis), rață sulițar (Anas acuta), rață mică (Anas crecca), rață lingurar (Anas clypeata), rață fluierătoare (Anas penelope), rață mare (Anas platyrhynchos), rață cârâitoare (Anas querquedula), rață pestriță (Anas strepera), gâscă de vară (Anser anser), gârliță mare (Anser albifrons), stârc roșu (Ardea purpurea), stârc galben (Ardeola ralloides), ciuf de pădure (Asio otus), rață cu cap castaniu (Aythya ferina), rață roșie (Aythya nyroca), rață moțată (Aythya fuligula), gâsca cu piept roșu (Branta ruficollis), nisipar (Calidris alba), fugaci de țărm (Calidris alpina), fugaci roșcat (Calidris ferruginea), fugaci mic (Calidris minuta), fugaci pitic (Calidris temminckii), prundăraș de sărătură (Charadrius alexandrinus), prundaș gulerat mic (Charadrius dubius), ploier gulerat mare (Charadrius hiaticula), chirighiță-cu-obraz-alb (Chlidonias hybridus), chirighiță-cu-aripi-albe (Chlidonias leucopterus), chirighiță neagră (Chlidonias niger), barză albă (Ciconia ciconia), șerpar (Circaetus gallicus), erete de stuf (Circus aeruginosus), cuc (Cuculus canorus), lebădă de vară (Cygnus olor), lăstun de casă (Delichon urbica), egretă albă (Egretta alba), egretă mică (Egretta garzetta), presură sură (Emberiza calandra),  măcăleandru (Erithacus rubecula), cinteză (Fringilla coelebs), becațină comună (Gallinago gallinago), ciovlica roșcată (Glareola pratincola), codalb (Haliaeetus albicilla), piciorong (Himantopus himantopus), stârcul pitic (Ixobrychus minutus), pescăruș argintiu (Larus cachinnans), pescăruș râzător (Larus ridibundus), pescăruș sur (Larus canus), pescăruș negricios (Larus fuscus), pescăruș cu cap negru (Larus melanocephalus), pescărușul mic (Larus minutus), prundaș de nămol (Limicola falcinellus), sitar de mâl (Limosa limosa), privighetoare roșcată (Luscinia megarhynchos), codobatură albă (Motacilla alba), codobatură galbenă (Motacilla flava), muscar sur (Muscicapa striata), rață cu ciuf (Netta rufina), culic mare (Numenius arquata), stârc de noapte (Nycticorax nycticorax), grangur (Oriolus oriolus), vultur pescar (Pandion haliaetus), pelican creț (Pelecanus crispus),pelican comun (Pelecanus onocrotalus), cormoran mare (Phalacrocorax carbo), cormoran mic (Phalacrocorax pygmeus), 
notatiță cu cioc subțire (Phalaropus lobatus), bătăuș (Philomachus pugnax), codroș de munte (Phoenicurus ochruros), lopătar (Platalea leucorodia), țigănuș (Plegadis falcinellus), ploier argintiu (Pluvialis squatarola), corcodel mare (Podiceps cristatus), corcodel-cu-gât-roșu (Podiceps grisegena), corcodel-cu-gât-negru (Podiceps nigricollis), ciocîntors (Recurvirostra avosetta), lăstun de mal (Riparia riparia), mărăcinar (Saxicola rubetra), mărăcinar negru (Saxicola torquatus), chiră de baltă (Sterna hirundo), chiră mică (Sterna albifrons), graur comun (Sturnus vulgaris), pitulice (Sylvia nisoria), corcodel mic (Tachybaptus ruficollis), călifarul roșu (Tadorna ferruginea), fluierar negru (Tringa erythropus), fluierar de mlaștină (Tringa glareola), fluierar cu picioare verzi (Tringa nebularia), fluierarul de zăvoi (Tringa ochropus), fluierar de lac (Tringa stagnatilis), fluierarul cu picioare roșii (Tringa totanus), mierlă (Turdus merula), sturz cântător (Turdus philomelos), pupăză (Upupa epops) și nagâț (Vanellus vanellus).

## Căi de acces
Situat la nord-est de lacul Oltina, Lacul Dunăreni este accesibil de pe drumul național 3, urmând traseul: Ion Corvin – Floriile – Aliman – Dunăreni.